# 高瀬幸途
高瀬 幸途（たかせ よしみち、本名：中里 幸途、1948年 - 2019年4月24日）は、日本の編集者。太田出版社長を務めた（1995年 - 2006年）。2013年に退社後は、フリーとなった。

## 人物
東京都出身。法政大学時代、非合法革命党派に所属。糸井重里とは対立するセクトにいた。
荒井晴彦に『神聖喜劇』(大西巨人・原作)のシナリオ版を書かせた。
ビートたけしとの交友もある。太田出版は、たけしの著作をよく出版していて、そのつながりからである。「ビートたけしのオールナイトニッポン」や「北野ファンクラブ」でも高瀬がネタになったことがよくあったという。
見城徹とは友人で、見城の『編集者という病』の編集を高瀬が手がけた。
2019年4月24日、大動脈解離のため死去。享年71。

### 柄谷行人との交流
柄谷行人と交流があり、『NAM原理』（太田出版）では、日本の生協とフィリピンの非資本系農家とのバナナ有機農業の協業をアソシエーショニズムのケース・スタディとして報告している。生活クラブ生協や関西よつ葉連絡会・使い捨て時代を考える会/安全農産供給センターなど、都市消費者の力を集めて小規模農業者との連携を作る運動＝産消提携（産直）をフェアトレード運動と同質のものであり、むしろ、世界最先端を切り開くものであると評価している。
1991年、湾岸戦争への自衛隊派遣に抗議し、柄谷行人、中上健次、津島佑子、田中康夫らとともに『湾岸戦争に反対する文学者声明』を発表する。
『可能なるコミュニズム』（太田出版）の後書きで柄谷は高瀬に謝意を表明し「本当の意味での絶望を知っている人」と評した。　
高瀬が編集を手がけた雑誌『at』（2005年～2009年、オルター・トレイド・ジャパン）では柄谷行人の『世界史の構造』のもととなる論考や上野千鶴子の『ケアの社会学』が連載された。
高瀬没後の2021年に刊行された柄谷の著書『ニュー・アソシエーショニスト宣言』(作品社)の後書きでも追悼されて、葬儀における柄谷による弔辞を全文引用した上で、高瀬への献辞が述べられている。

## 編集業績
- 『ぼくたちの時代』（田中康夫、1986、太田出版）
- 『可能なるコミュニズム』（柄谷行人ほか、1999、太田出版）
- 『NAM原理』（柄谷行人、高瀬幸途、2000、太田出版）
- 『知恵蔵裁判全記録』（鈴木一誌ほか、2001、太田出版）
- 『昭和の劇―映画脚本家・笠原和夫』（笠原 和夫、 スガ 秀実 、 荒井 晴彦、2002、太田出版）
- 『食べもの運動論」（行岡 良治、2002、太田出版）
- 『論争―アンペイドワークをめぐって』（上野 千鶴子、 行岡 良治 2003、太田出版）
- 『シナリオ 神聖喜劇』（大西 巨人、荒井 晴彦、 2004、太田出版）
- 『しなやかな生協への挑戦―続・食べもの運動論』（行岡 良治、 2004、太田出版）
- 『縮図・インコ道理教』（大西巨人、2005、太田出版）
- 『食べもの運動と人類史』（行岡 良治、 2006、太田出版）
- 『おいしいコーヒーの経済論(「キリマンジャロの」苦い現実)』（辻村英之、 2009、太田出版）
- 『女たちのお葬式』（NPO法人 葬送を考える市民の会 2012　太田出版）
- 『ケアの社会学』（上野千鶴子、2011、太田出版）
- 『往生の極意』（山折 哲雄、 2011、太田出版）
- 『棺一基　大道寺将司全句集』(2012、太田出版）
- 『生活クラブという生き方――社会運動を事業にする思想』（岩根 邦雄、2012年、太田出版）
- 『永続敗戦論――戦後日本の核心』 （白井聡、 2013、太田出版）
- 『農業を買い支える仕組み フェア・トレードと産消提携』（辻村英之 2013　太田出版）

- 雑誌『at』（オルター・トレイド・ジャパン、太田出版）を2005年～2009年まで編集（0号～15号まで）
- 雑誌リニューアル『社会運動』（市民セクター政策機構、インスクリプト）を2014年～2015年まで編集（415号～419号まで）

## 論考
- 「バナナ交易を通じた消費―生産者協同組合の連合」（『NAM原理』、2000、太田出版）
- 「社会運動としての協同組合再考研究会(第12回)協同なるものをめぐって--零細版元の立場から思うこと」（『社会運動』/ 市民セクター政策機構 [編]   2009-11 p.47～53）
- 「市民の手でお墓をつくる――杉並区・生活クラブ運動グループ地域協議会「みんなのお墓」プロジェクト報告」（『atプラス18』　、2013、太田出版）